# Andrew Rubin
Andrew Harold Rubin (New Bedford (Massachusetts), 22 de junio de 1946 – Los Ángeles, 5 de octubre de 2015) fue un actor estadounidense conocido principalmente por su papel de George Martín en la saga Police Academy.

## Biografía
Rubin nació en el seno de una familia trabajadora. Su padre, Simon, poseía una fábrica de muebles y ropa de cama y su madre, Leona (apellido de soltera, Greenstone) era una artista y escritora de viajes internacionales. Se graduó en la American Academy of Dramatic Arts en Nueva York.
Rubin empezó a grabar anuncios a finales de la década de los 60." Andrew tuvo un papel en el episodio "The Boy Who Said 'No'" de la serie de televisión Shazam! emitido el 26 de octubre de 1974. Fue una de las estrellas de Hometown, en el programa de la CBS de 1985.
Rubin interpretó el personaje de Allan Willis, el hijo mayor de Tom y Helen Willis, en The Jeffersons.  Debutó en el capítulo "Jenny's Low" pero lo dejó durante la primera temporada.
El 5 de octubre de 2015, Rubin moriría a causa de un cáncer de pulmón en Los Ángeles, California.

## Filmografía
| Año  | Título                       | Director          |
| ---- | ---------------------------- | ----------------- |
| 1973 | Group Marriage               | Stephanie Rothman |
| 1975 | Cage Without a Key (telefim) | Buzz Kulik        |
| 1978 | Casey's Shadow               | Martin Ritt       |
| 1979 | Sunnyside                    | Timothy Galfas    |
| 1980 | Little Miss Marker           | Walter Bernstein  |
| 1980 | Roughnecks (telefilm)        | Bernard McEveety  |
| 1983 | Tell Me That You Love Me     | Tzipi Trope       |
| 1984 | Police Academy               | Hugh Wilson       |
| 1988 | Deadline: Madrid (telefilm)  | John Patterson    |